# 中国人民解放军新闻传播中心广播电视部
中国人民解放军新闻传播中心广播电视部，隶属于中国人民解放军新闻传播中心，原称为解放军电视宣传中心，对外称作中央电视台军事节目中心（2019年8月1日国防军事频道开播后停止使用该对外名称）。地址为北京市东城区鼓楼外大街22号“解放军电视中心”。

## 沿革
1965年，经中央军委批准，北京电视台（1978年5月1日更名为中国中央电视台）成立军事组，设有专职军事记者，承担电视军事节目摄制工作。1979年3月，中国中央电视台军事组改为中国中央电视台军事部，军事记者由现役军人出任。
1996年1月1日，中国中央电视台少儿·军事·农业·科技频道开播，中国人民解放军电视宣传中心筹建期间设立的《神州军旅》、《军事新闻》、《军营文化广场》等新栏目陆续在该频道开播。1996年2月7日，中国人民解放军总参谋部批准中国人民解放军电视宣传中心编制，编为正师级单位，两位主官高配副军职。
1996年4月11日，中国人民解放军电视宣传中心成立大会在中国人民解放军总政治部大楼举行；中央军委委员兼总政治部主任于永波，总政治部副主任周子玉、唐天标、袁守芳，中华人民共和国广播电影电视部副部长兼中国中央电视台台长杨伟光等出席。大会宣读中央军委命令：中国中央电视台军事部、八一电影制片厂新闻纪录片部、中国人民解放军总政治部电教中心正式合并组建中国人民解放军电视宣传中心（对内称中国人民解放军电视宣传中心，对外称中国中央电视台军事节目中心），接受总政治部和中国中央电视台双重领导，承担四项任务：“宣传党中央和中央军委决策指示、报道军委总部首长重要活动、报道国防和军队建设重大事件、普及国防知识和国防交通”。
1996年5月15日至16日，中国人民解放军电视宣传中心在中国人民解放军空军南苑招待所召开全军电视宣传工作会议，这是中国人民解放军首次全军电视宣传工作会议。1996年7月，为庆祝中国人民解放军建军69周年，中国人民解放军电视宣传中心举办第一届军旅歌曲电视大赛“我们的队伍向太阳——96军旅歌曲电视大赛”，这是中国人民解放军第一次举办军旅歌曲电视大赛。1996年9月8日至24日，中央军委副主席刘华清一行访问法国、意大利，中国人民解放军电视宣传中心派出汪恒、张正梅随团采访，这是该中心成立后第一次派记者到国外采访。
在深化国防和军队改革中，2016年1月，中国人民解放军总政治部撤销，成立中央军委政治工作部；中国人民解放军电视宣传中心转隶中央军委政治工作部。
截至2016年，中国人民解放军电视宣传中心在中国人民解放军和中国人民武装警察部队共设有10多个记者站，在全军团以上单位设电视报道骨干或者通讯员，全军直接从事电视报道人员超过1000人，并且建立起一支超过100人的应急电视报道队伍。中国人民解放军电视宣传中心还创办了中国军视网、中国军视网微信、军视TV客户端。
中国人民解放军新闻传播中心广播电视部（解放军电视宣传中心）是中国人民解放军唯一的电视宣传常设机构，于2019年8月1日CCTV-7分频播出之前，以中央电视台军事节目、CCTV-7军事节目为呼号，承担中央电视台军事节目的制作和播出任务，主要节目在中国中央电视台军事·农业频道播放，制作播出的节目主要有《军事报道》、《军事纪实》、《百战经典》、《红星艺苑》（后更名为《军营大舞台》）、《军事科技》、《和平年代》（後更名为《军旅人生》）、《超级战士》（後更名為《誰是終極英雄》）、《军旅文化·大视野》、《军情连连看》、《人民子弟兵》、《防务新观察》、《中国武警》等。
2018年，在深化国防和军队改革中，原中国人民解放军电视宣传中心、中央军委政治工作部文网中心、中国人民解放军出版社、解放军报社等单位合并成立中国人民解放军新闻传播中心。其中，原中国人民解放军电视宣传中心等单位合并成立中国人民解放军新闻传播中心广播电视部，仍保留中国中央电视台军事节目中心牌子，使用中央电视台军事节目呼号。
2019年6月，中央广播电视总台另行设立军事节目中心，作为直属事业单位，并于当年11月9日正式成立。央视国防军事频道开播后，解放军新闻传播中心广播电视部不再保留中央电视台军事节目中心牌子，不再继续使用“中央电视台军事节目”呼号，但仍作为该频道的节目承制单位之一。2019年8月1日后，《军事报道》不再由该部门继续承制，其它仍然由该部门继续承制的节目（如《防务新观察》）则改为以单位全称名义制作。

## 历任领导
中国人民解放军电视宣传中心（中央电视台军事节目中心）
| 主任 1. 刘效礼 少将（1996年—2002年） 2. 李文朝 少将（2002年—2006年） 3. 黄国柱 少将（2006年5月—2009年） 4. 李秀宝 少将（2010年2月—2013年6月） 5. 孙继炼 少将（2013年—2015年） 6. 唐水福 少将（2015年—2018年） | 政治委员 1. 李文朝 少将（2000年4月—2002年） 2. 崔福兴 少将（2002年—2010年） 3. 季桂金 少将（2010年—2015年） 4. 李军 少将（2015年—2018年） |

中国人民解放军新闻传播中心广播电视部
| 主任 1. 吴彬 大校（2018年—2020年，兼中央电视台军事节目中心主任至2019年） 2. 何鸣鸿 大校（2020年—2024年） 3. 孙兆秋 大校（2024年—） | 政治委员 1. 陶金泉 大校（2018年—2021年，兼中央电视台军事节目中心政治委员至2019年） 2. 汪晓红 大校（2022年—） |